# 姫 (ラッパー)
姫（ひめ、1979年 - ）は、ヒップホップグループNARSISTERのMCである。ソロのラッパーとしても活動している。
10代半ば、ダンスを通してHIP HOPに出会う。1998年、NARSISTERを結成。2001年、ソロ活動を開始。2003年、Dj hondaに見い出され、彼のプロデュースによるデビューアルバム「姫始」をリリース。
文化人類学者のイアン・コンドリーは、日本の女性ラッパーのミス・マンデー（1976年生れ）と共に姫について、現代日本の少女における支配的な価値観であるかわいらしさを乗り越える次の価値観の手本を提示していると見ている。

## ディスコグラフィ

### アルバム
- 『姫始』（2003年10月8日）

DJ-TANAKEN、三善/善三、ZINGI2（MC仁義、GUY、魔亜、G.M-KAZ）、D.O（えん突つ、KAMINARI-KAZOKU.）、山田マン（ラッパ我リヤ）、D-originu（T.O.P、UBG）、DJ-BASS、JUN-Gらが参加。
- 『浮き名』（2004年11月10日）
- 『一暦』（2006年4月12日）

DABO、三善/善三、JUN-G、LOOZ、祭華Unitedらが参加。

### 客演作品
- FREGRANCE『N.E.W.S.』（2004年2月25日）

06.Homie's feat.姫